# Farley Granger
Farley Earle Granger Jr. (n. 1 iulie 1925 – d. 27 martie 2011) a fost un actor de film american. A jucat în filme regizate de Alfred Hitchcock: Funia (1948) și Străini în tren (1951) și Luchino Visconti: Senso (1954).

## Filmografie
- 1943 Steaua Nordului (The North Star), regia Lewis Milestone

### Filme de Alfred Hitchcock
- 1948 Funia
- 1951 Străini în tren
- 1954 Senso, regia Luchino Visconti

## Legături externe

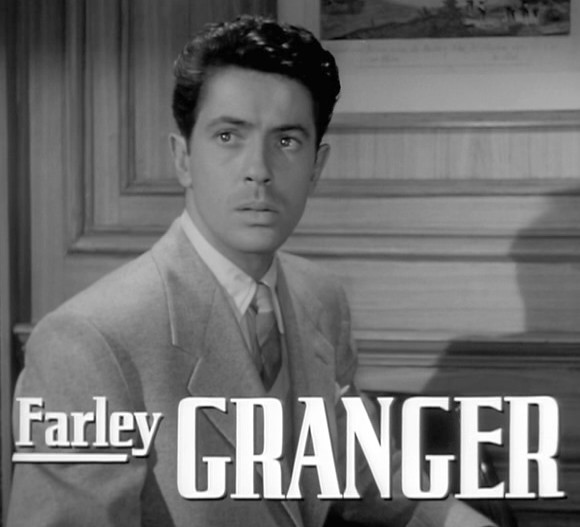